# Oniroxis kariana
Oniroxis kariana är en insektsart som beskrevs av William Edward China 1925. Oniroxis kariana ingår i släktet Oniroxis och familjen dvärgstritar. Inga underarter finns listade i Catalogue of Life.